# NNN 뉴스 플러스1
NNN 뉴스 플러스1(일본어: NNNニュースプラス1)는 1988년에 첫방송을 시작한 NNN계열의 최초 5시대 뉴스이다. FNN 슈퍼뉴스의 시청률에 종영 하였다.

## 동시간대 경쟁뉴스
- FNN 슈퍼타임
- FNN 슈퍼뉴스
- JNN 뉴스의 숲
- 슈퍼J채널